# 4:44. Последний день на Земле
«4:44. Последний день на Земле» (англ. 4:44 Last Day on Earth) — драматический фильм Абеля Феррары, снятый в 2011 году. Премьера фильма состоялась 7 сентября 2011 года на 68-м Венецианском кинофестивале, в США — 25 марта, в России — 19 июля 2012 года.

## Сюжет
Истощение озонового слоя Земли привело к глобальной катастрофе, на следующий день в 4:44 утра наступит конец света. Пожилой завязавший наркоман Сиско и его подруга Скай живут в пентхаусе на Манхэттене, звонят своим родным по Скайпу и вместе проводят последний день на Земле.

## В ролях
- Уиллем Дефо — Сиско
- Шэнин Ли — Скай
- Наташа Лионн — Тина
- Анита Палленберг — Диана

## Номинации и награды
Фильм номинировался на получение «Золотого льва» на 68-м Венецианском кинофестивале.